# David Jewitt
David C. Jewitt, né à Londres, au Royaume-Uni, en 1958, est un astronome américain, professeur d'astronomie, anciennement à l'Institut pour l'astronomie de l'université d'Hawaï et depuis 2009 à l'université de Californie à Los Angeles.

## Biographie
David C. Jewitt est diplômé de l'université de Londres en 1979 et a reçu son doctorat en astronomie à l'Institut californien de technologie (Caltech) en 1980. Ses recherches concernent les objets transneptuniens, les satellites naturels de Jupiter, la formation du système solaire et les propriétés physiques des comètes.
Il a à son tableau de chasse pas moins de 46 des lunes de Jupiter, ainsi que Narvi, Margaret, Psamathée et l'objet transneptunien (19308) 1996 TO66. L'astéroïde (6434) Jewitt a été nommé en son honneur.
Jewitt est membre de plusieurs académies nationales. Il a reçu le prix Shaw en 2012 (avec Jane Luu du laboratoire Lincoln du MIT) pour la « découverte et l'étude des objets transneptuniens, un trésor archéologique datant de la formation du système solaire et la source longtemps recherchée des comètes à courte période ». Il a également reçu le prix Kavli (partagé avec Luu et Michael Brown) la même année.

## Astéroïdes découverts
| (10370) Hylonomé[1] | 27 février 1995   |
| (15760) Albion[1] | 30 août 1992      |
| (15807) 1994 GV9[2] | 15 avril 1994     |
| (15809) 1994 JS[1] | 11 mai 1994       |
| (15820) 1994 TB[2] | 2 octobre 1994    |
| (15836) 1995 DA2[1] | 24 février 1995   |
| (15874) 1996 TL66[1][2][3] | 9 octobre 1996    |
| (15875) 1996 TP66[1][3] | 11 octobre 1996   |
| (15883) 1997 CR29[2][3] | 3 février 1997    |
| (19308) 1996 TO66[1][3] | 12 octobre 1996   |
| (20108) 1995 QZ9[2] | 29 août 1995      |
| (20161) 1996 TR66[1][2][3] | 8 octobre 1996    |
| (24952) 1997 QJ4[1][3][4] | 28 août 1997      |
| (24978) 1998 HJ151[1][3][5] | 28 avril 1998     |
| (32929) 1995 QY9[2] | 31 août 1995      |
| (33001) 1997 CU29[1][2][3] | 6 février 1997    |
| (59358) 1999 CL158[1][3] | 11 février 1999   |
| (66652) Borasisi[1][3] | 8 septembre 1999  |
| (79360) Sila-Nunam[1][2][3] | 3 février 1997    |
| (79969) 1999 CP133[1][3] | 11 février 1999   |
| (79978) 1999 CC158[1][3][6] | 15 février 1999   |
| (79983) 1999 DF9[1][3] | 20 février 1999   |
| (91554) 1999 RZ215[1][3] | 8 septembre 1999  |
| (118228) 1996 TQ66[1][2][3] | 8 octobre 1996    |
| (129746) 1999 CE119[1][3] | 10 février 1999   |
| (131695) 2001 XS254[6][7] | 9 décembre 2001   |
| (131696) 2001 XT254[6][7] | 9 décembre 2001   |
| (131697) 2001 XH255[6][7] | 11 décembre 2001  |
| (134568) 1999 RH215[1][3] | 7 septembre 1999  |
| (137294) 1999 RE215[1][3] | 7 septembre 1999  |
| (137295) 1999 RB216[1][3] | 8 septembre 1999  |
| (148112) 1999 RA216[1][3] | 8 septembre 1999  |
| (148975) 2001 XA255[6][7] | 9 décembre 2001   |
| (168700) 2000 GE147[3][6] | 2 avril 2000      |
| (181708) 1993 FW[1] | 28 mars 1993      |
| (181867) 1999 CV118[1][3] | 10 février 1999   |
| (181868) 1999 CG119[1][3] | 11 février 1999   |
| (181871) 1999 CO153[1][3] | 12 février 1999   |
| (181902) 1999 RD215[1][3] | 6 septembre 1999  |
| (385185) 1993 RO[1] | 14 septembre 1993 |
| (385201) 1999 RN215[1][3] | 7 septembre 1999  |
| (415720) 1999 RU215[1][3] | 7 septembre 1999  |
| (469306) 1999 CD158 [1][3] | 10 février 1999   |
| (469420) 2001 XP254 [6][7] | 10 décembre 2001  |
| (469421) 2001 XD255 [6][7] | 9 décembre 2001   |
| 1. avec Jane Luu 2. avec Jun Chen 3. avec Chadwick Trujillo 4. avec K. Berney 5. avec David J. Tholen 6. avec Scott S. Sheppard 7. avec Jan Kleyna 8. crédité aux Observatoires du Mauna Kea |                   |
| Actuellement non crédité: |                   |
| (58534) Logos[8] | 4 février 1997    |